# Fallodon
Fallodon – osada w Anglii, w hrabstwie Northumberland. Leży 60 km na północ od miasta Newcastle upon Tyne i 456 km na północ od Londynu.